# Ribamontán al Mar
Ribamontán al Mar ist eine Gemeinde in der spanischen Autonomen Region Kantabrien. Die Gemeinde liegt am Kantabrischen Meer im Norden Spaniens und ist Teil der Comarca Trasmiera. 

## Geschichte
Die archäologischen Überreste der Gemeinde und seiner Umgebung weisen auf die menschliche Präsenz in Ribamontán al Mar seit der Altsteinzeit hin, mit Kontinuität bis ins Mittelalter. Die Anwesenheit der Römer war von geringer Bedeutung und nur die Überreste einer kleinen römischen Siedlung in der Nähe von Galizano zeugen von ihrer Anwesenheit in der Kaiserzeit.
Im Mittelalter wird die Existenz der Orte, aus denen sich die heutige Gemeinde zusammensetzt, in Dokumenten aus der Zeit um das Jahr 1000 erwähnt, beginnend mit Carriazo im Jahr 927. 

## Orte
- Carriazo (Hauptort)
- Castanedo
- Galizano
- Langre
- Loredo
- Somo
- Suesa

## Bevölkerungsentwicklung
| 1842 | 1900 | 1950 | 1981 | 1991 | 2001 | 2011 |
| ---- | ---- | ---- | ---- | ---- | ---- | ---- |
| 1619 | 1630 | 2648 | 2350 | 2892 | 3688 | 4475 |